# 圖林齊
49°49′17″N 31°10′49″E / 49.82139°N 31.18028°E
圖林齊（烏克蘭語：Тулинці）是位於烏克蘭北部的村莊，由基辅州奧布希夫區的米羅尼夫卡市鎮負責管轄。該村始建於1600年，面積35平方公里，海拔高度142米，2001年人口383，人口密度每平方公里10.9人。